# Canggung
Canggung is een bestuurslaag in het regentschap Lampung Selatan van de provincie Lampung, Indonesië. Canggung telt 1307 inwoners (volkstelling 2010).